# Dichelus laticollis
Dichelus laticollis är en skalbaggsart som beskrevs av Hermann Burmeister 1844. Dichelus laticollis ingår i släktet Dichelus och familjen Melolonthidae. Inga underarter finns listade i Catalogue of Life.